# Pomnik Pamięci Dzieci – Ofiar Holokaustu
Pomnik Pamięci Dzieci – Ofiar Holokaustu – monument znajdujący się na cmentarzu żydowskim przy ulicy Okopowej w Warszawie, upamiętniający dzieci – ofiary Holocaustu.

## Opis
Pomnik został ufundowany przez Jacka Eisnera. Nawiązuje swą formą do wysokiego muru getta z drutem kolczastym, do którego prowadzą płyty, ułożone w kształt menory. W dolnej części pomnika znajdują się gruzy getta, na których powierzchni wkomponowano zdjęcia żydowskich dzieci, które zginęły w latach II wojny światowej. Pod nimi znajduje się tabliczka w trzech językach: polskim, hebrajskim oraz angielskim o treści: Pamięci miliona żydowskich dzieci zamordowanych przez niemieckich barbarzyńców 1939-1945. Wśród zdjęć znajduje się zdjęcie zamyślonej dziewczynki w kraciastym ubraniu i czapce przedstawiające Lusię, córkę Chaskiela Bronsteina, właściciela zakładu Fotografika w Tarnowie, wzmiankowanego przez Pawła Huelle w opowiadaniu Mercedes Benz.
Na pomniku znajdują się także: symboliczny grób rodziny Szteinman, zamordowanych w czasie Holocaustu oraz dwie tablice pamiątkowe:
- pierwsza w językach polskim, hebrajskim oraz angielskim o treści: Babcia Masza miała dwadzieścioro wnucząt. Babcia Hana miała jedenaścioro, tylko ja ocalałem. Jacek Eisner.

- druga w językach polskim, hebrajskim oraz angielskim z tekstem wiersza Henryki Łazowertówny Mały Szmugler w brzmieniu:

Przez mury, przez dziury, przez warty

Przez druty, przez gruzy, przez płot

Zgłodniały, zuchwały, uparty

Przemykam, przebiegam jak kot.

A jeśli dłoń losu znienacka

Dosięgnie mnie kiedyś w tej grze,

To zwykła jest życia zasadzka,

Ty Mamo nie czekaj już mnie.

I tylko jedną troską

Na wargach grymas skrzepł

Kto tobie, moja Mamo

Przyniesie jutro chleb.